# Dia útil
Dia útil é qualquer dia que não seja sábado, domingo ou feriado. Muitas empresas consideram o sábado como dia útil apenas quando é referente ao pagamento salarial, ou seja, a contagem de dias úteis inclui o sábado, com exclusão apenas dos domingos e feriados observando prazo máximo para pagamento de salário segundo a legislação brasileira que é até o 5º dia útil do mês. Entretanto, para outras áreas, dias úteis são apenas os dias de segunda a sexta-feira.
Na década de 1980, com altas taxas de juros overnight e elevada inflação, o Banco Central do Brasil adotou o sistema com 252 dias úteis para aplicações financeiras.
No mundo ocidental, sábados e domingos não são contados como dias úteis. Em alguns países muçulmanos e em Israel, isto aplica-se à sexta-feira e sábado.
Os dias úteis são comuns em empresas com limite de tempo de serviços, tais como a navegação ou o processo de pagamento. Por exemplo, ao enviar uma encomenda através de uma transportadora, a encomenda expedida numa quinta-feira com prazo de entrega em dois dias úteis será entregue no máximo até segunda-feira.
Nos Estados Unidos da América e em Portugal, geralmente refere-se a um dia de trabalho como um dia de semana, não incluindo o Sábado e o Domingo.

## Para a justiça

### No Brasil
O artigo 216 do Código de Processo Civil brasileiro alterou a redação do artigo 175 do antigo Código de Processo Civil para considerar, para efeitos forenses, o sábado como feriado. Eis o texto: 

Além dos declarados em lei, são feriados, para efeito forense, os sábados, os domingos e os dias em que não haja expediente forense.
Dada a nova redação, sem nenhum outro artigo que aluda ao fato, entende-se que o dia de sábado não mais é considerado dia útil ao foro judicial e sim feriado.

## Calculando  úteis
Os cálculos de dias úteis tomam duas formas:
- Dias úteis a partir da data - dado uma data de partida e um número de dias úteis (normalmente um número inteiro), indique a data (normalmente no futuro) a partir da data inicial que medirá o número de dias de trabalho.

- Os dias úteis líquidos - dadas duas datas (data de início e data final), calcule o número de dias úteis entre as duas datas.

Existem, atualmente, calculadoras de dias úteis automatizadas. 

### Algoritmo básico
Para longos períodos onde a exatidão não é uma simples razão crítica do trabalho aos dias do calendário decorridos que podem ser usados. Por exemplo, se Segunda-feira à Sexta-feira são considerados dias de trabalho, então uma proporção de 5/7 pode ser usada para o cálculo dos dias de trabalho dos dias do calendário decorridos. Uma forma simples de calcular tais dias, considerando a semana como 5 dias úteis, e subtraindo os feriados. Existem 8 feriados nacionais fixos, 3 móveis e mais 1 dia de feriado local, geralmente o aniversário da cidade. Portanto, o cálculo seria: Dias úteis= (número de dias considerados*número de dias úteis na semana/7)- 12 dias. O numero 12 varia pra cada município e refere-se apenas ao intervalo de 1 ano. Deve-se arredondar o resultado para mais.
Embora este cálculo seja simples de implementar, é impreciso para durações pequenas e pode não considerar feriados. Um cálculo mais exato, consideraria o dia da semana do ponto de partida, o dia de semana a contar do final e e todos os feriados que caírem no intervalo.
Quando referenciar o dia sem mencionar qualquer calendário ou grupos de trabalho (dias úteis), torna-se automaticamente a ser assumido dias de calendário.
Enfatizando que a contagem para os dias úteis não vem a incluir os sábados, domingos, feriados nacionais e facultativos. Podendo alternar de acordo com o mês subsequente caindo em datas 6, 7, 8, 10, 12 etc.

## Mudanças e tendências
Com introdução do flex time, a internet foi descoberta como uma grande facilidade globalizada e de mão de obra terceirizada. Diante disso, a noção de dia útil enfrentou um determinado grau de desafio, já que empresas de informação com uma dependência limitada de mercadorias físicas têm menos necessidade de distinguir um fim de semana de dia de semana e, de fato, para muitos, não há absolutamente nenhuma diferença.

## Programação e Algoritmos
Existem diversas formas de obter o número de dias úteis entre duas datas. Por exemplo, através de uma folha de cálculo de Excel. No entanto, esta não tende a ser precisa pois ignora muitos fatores.
Para um cálculo exato essencialmente é necessário considerar, no caso português, o número de dias que não são nem feriado, nem Sábado e nem Domingo. O problema tende a ser o cálculo do dia da Páscoa. A Páscoa, simplificando, é o primeiro Domingo, depois da primeira lua cheia, depois do início da Primavera no hemisfério norte. Ora, o algoritmo para o cálculo da Páscoa é deveras complexo, e foi elaborado primeiramente pelo matemático alemão Carl Friedrich Gauss.
Através da Páscoa, calculam-se, em Portugal, a Sexta-feira Santa, o Carnaval e a Quinta-feira corpo de Deus. Estes feriados são móveis e calculados em função da Páscoa. Todos os outros feriados são fixos no calendário. Em Portugal, também existem feriados municipais, para cada localidade, normalmente com cariz religioso.
Um algoritmo para o cálculo de dias úteis entre duas datas para um determinado país terá de ter em consideração todos estes fatores acima mencionados. Na web encontram-se artigos que implementam os algoritmos de Gauss ou de Meeus/Jones/Butcher, em várias linguagens (inclusive SQL).